# إيمري بوزسغاي
ايمري اندراس بوزسغاي (بالإنجليزية: Imre András Pozsgay) (26 نوفمبر 1993 - 25 مارس 2016) سياسي شيوعي من المجر لعب دوراً رئيسياً في انتقال المجر إلى الديموقراطية بعد عام 1988. شغل منصب وزير الثقافة (1976-1980) ووزير الدولة (1988-1990) وكان أيضاً عضو بالبرلمان (1983-1994).

## حياته ووظيفته
ولد ايمري في كوني في 26 نوفمبر 1933 وهو ابن الخياط ايمري بوز سجاي توفي عام 1938 وربة المنزل روزاليا لينارت، بعد انهاء دراسته الابتدائية والثانوية انضم الى حزب الشعب العامل المجري في عام 1950، والذي أسس نظام الحزب الواحد الشيوعي في ذلك الوقت.
وفي عام 1951 أصبح رئيس لفرع حزب فالاوتونبوزوك، بعد الثورة المجرية عام 1956 أصبح عضواً في حزب الدولة المعاد تنظيمه (حزب العمال الاشتراكي المجري)
بعد ذلك درس اللغة الانجليزية في معهد لينين في بودابست التابع لجامعة ايوتفوس لوراند
خلال تلك الفترة نشر مقالاً في بيتوفي نيبي في 15 ديسمبر1957 حول انتفاضة 1956 تحت عنوان (ثورة أم ثورة مضادة ؟)
ووصف أحداث 1956 بأنها " ثورة مضادة خالصة " حاولت استعادة " الظروف الرأسمالية والحكم البرجوازي "

### الجوائز
في عام 2010، حصل بوزسغاي على جائزة الدكتور راينر هيلدبراندت لحقوق الإنسان التي منحتها ألكسندرا هيلدبراندت.
(تُمنح الجائزة سنويًا تقديراً للالتزام الاستثنائي وغير العنيف بحقوق الإنسان)

### من أعماله
- المجتمع الاشتراكي والإنسانية (1978)
- الديمقراطية والثقافة (1980)
- أعداد أكتوبر (1988)
- الإصلاح فرصتنا (1988)
- الحياة السياسية في الدولة الحزبية وتغيير النظام (1993)
- شاهد التاج والشريك (1998)
- ثمن (أسعار) تغيير النظام (مؤلف مشارك مع تيبور بولغار، 2003)

## وفاته
توفي ايمري بوزسغاي في 25 مارس 2016 عن عمر يناهز 82 عاماً
أرسلت حكومة حزب فيدس-الحزب الديمقراطي الكردستاني تعازيها إلى عائلته، وأشارت إلى دور بوزسغاي "الحتمي" في عملية الانتقال إلى الديمقراطية. وبحسب البيان، فإن بوزسغاي "على الرغم من دوره الكبير في الحزبين الشيوعي والاشتراكي، إلا أنه كان مهتماً بمستقبل البلاد وشعبها"